# 1971年のワールドシリーズ
1971年の野球において、メジャーリーグベースボール（MLB）優勝決定戦の第68回ワールドシリーズ（だい68かいワールドシリーズ、68th World Series）は、10月9日から17日にかけて計7試合が開催された。その結果、ピッツバーグ・パイレーツ（ナショナルリーグ）がボルチモア・オリオールズ（アメリカンリーグ）を4勝3敗で下し、11年ぶり4回目の優勝を果たした。
両チームの対戦はシリーズ史上初めて。第4戦はシリーズ史上初の夜間試合として開催され、NBCによる全米テレビ中継では最終第7戦をも上回る今シリーズ最高の視聴率を記録した。MLBの総収入における割合をみると、1970年頃にはテレビ放映権料が入場料を上回っており、これを受けて翌年以降も夜間試合が増えていくこととなる。シリーズMVPには、全7試合で安打を放ち打率.414・2本塁打・4打点・OPS 1.210という成績を残したパイレーツのロベルト・クレメンテが選出された。クレメンテは前回出場した1960年シリーズでも全7試合で安打を放っており、シリーズ通算14試合連続安打は、ハンク・バウアーの17試合に次いで当時2番目に長い記録だった。ただ、クレメンテは1972年12月に航空事故で死亡し、記録をさらに伸ばすことはできなかった。

## 試合結果
1971年のワールドシリーズは10月9日に開幕し、途中に移動日と雨天順延を挟んで9日間で7試合が行われた。日程・結果は以下の通り。
| 日付                                                     | 試合  | ビジター球団（先攻）     | スコア   | ホーム球団（後攻）       | 開催球場                     | 開催球場                                                    |
| -------------------------------------------------------- | ----- | ------------------------ | -------- | ------------------------ | ---------------------------- | ----------------------------------------------------------- |
| 10月09日（土）                                           | 第1戦 | ピッツバーグ・パイレーツ | 3－5     | ボルチモア・オリオールズ | メモリアル・スタジアム       | メモリアル・ · スタジアムスリー・ · リバース・ · スタジアム |
| 10月10日（日）                                           | 第2戦 | 雨天順延                 | 雨天順延 | 雨天順延                 | メモリアル・スタジアム       | メモリアル・ · スタジアムスリー・ · リバース・ · スタジアム |
| 10月11日（月）                                           | 第2戦 | ピッツバーグ・パイレーツ | 3－11    | ボルチモア・オリオールズ | メモリアル・スタジアム       | メモリアル・ · スタジアムスリー・ · リバース・ · スタジアム |
| 10月12日（火）                                           | 第3戦 | ボルチモア・オリオールズ | 1－5     | ピッツバーグ・パイレーツ | スリー・リバース・スタジアム | メモリアル・ · スタジアムスリー・ · リバース・ · スタジアム |
| 10月13日（水）                                           | 第4戦 | ボルチモア・オリオールズ | 3－4     | ピッツバーグ・パイレーツ | スリー・リバース・スタジアム | メモリアル・ · スタジアムスリー・ · リバース・ · スタジアム |
| 10月14日（木）                                           | 第5戦 | ボルチモア・オリオールズ | 0－4     | ピッツバーグ・パイレーツ | スリー・リバース・スタジアム | メモリアル・ · スタジアムスリー・ · リバース・ · スタジアム |
| 10月15日（金）                                           |       | 移動日                   | 移動日   | 移動日                   |                              | メモリアル・ · スタジアムスリー・ · リバース・ · スタジアム |
| 10月16日（土）                                           | 第6戦 | ピッツバーグ・パイレーツ | 2－3x    | ボルチモア・オリオールズ | メモリアル・スタジアム       | メモリアル・ · スタジアムスリー・ · リバース・ · スタジアム |
| 10月17日（日）                                           | 第7戦 | ピッツバーグ・パイレーツ | 2－1     | ボルチモア・オリオールズ | メモリアル・スタジアム       | メモリアル・ · スタジアムスリー・ · リバース・ · スタジアム |
| 優勝：ピッツバーグ・パイレーツ（4勝3敗 / 11年ぶり4度目） |       |                          |          |                          |                              | メモリアル・ · スタジアムスリー・ · リバース・ · スタジアム |

### 第1戦 10月9日
- メモリアル・スタジアム（メリーランド州ボルチモア）

|                          | 1 | 2 | 3 | 4 | 5 | 6 | 7 | 8 | 9 | R | H  | E |
| ------------------------ | - | - | - | - | - | - | - | - | - | - | -- | - |
| ピッツバーグ・パイレーツ | 0 | 3 | 0 | 0 | 0 | 0 | 0 | 0 | 0 | 3 | 3  | 0 |
| ボルチモア・オリオールズ | 0 | 1 | 3 | 0 | 1 | 0 | 0 | 0 | X | 5 | 10 | 3 |

1. 勝利：デーブ・マクナリー（1勝）
2. 敗戦：ドック・エリス（1敗）
3. 本塁打
BAL：フランク・ロビンソン1号ソロ、マーブ・レッテンマンド1号3ラン、ドン・ビュフォード1号ソロ
4. 審判
［球審］ネスター・チャイラク（AL）
［塁審］一塁: エド・スドル（NL）、二塁: ジョン・ライス（AL）、三塁: エド・バーゴ（NL）
［外審］左翼: ジム・オドム（AL）、右翼: ジョン・キブラー（NL）
5. 昼間試合  試合時間: 2時間6分  観客: 5万3229人
詳細: Baseball-Reference.com

| ピッツバーグ・パイレーツ | ピッツバーグ・パイレーツ | ピッツバーグ・パイレーツ | ピッツバーグ・パイレーツ | ピッツバーグ・パイレーツ                                                                                                 | ボルチモア・オリオールズ | ボルチモア・オリオールズ | ボルチモア・オリオールズ | ボルチモア・オリオールズ | ボルチモア・オリオールズ |
| ------------------------ | ------------------------ | ------------------------ | ------------------------ | --- | ------------------------ | ------------------------ | ------------------------ | ------------------------ | --- |
| 打順                     | 守備                     | 選手                     | 打席                     | D・エリスM・サンギーエンB・ロバート · ソンD・キャッシュJ・パガンJ・ヘルナンデスW・スタージェルG・クラインズR・クレメンテ | 打順                     | 守備                     | 選手                     | 打席                     | D・マクナリーE・ヘンドリックスB・パウエルD・ジョンソンB・ロビンソンM・ベランガーD・ビュフォードM・レッテンマンドF・ロビンソン |
| 1                        | 二                       | D・キャッシュ            | 右                       | D・エリスM・サンギーエンB・ロバート · ソンD・キャッシュJ・パガンJ・ヘルナンデスW・スタージェルG・クラインズR・クレメンテ | 1                        | 左                       | D・ビュフォード          | 両                       | D・マクナリーE・ヘンドリックスB・パウエルD・ジョンソンB・ロビンソンM・ベランガーD・ビュフォードM・レッテンマンドF・ロビンソン |
| 2                        | 中                       | G・クラインズ            | 右                       | D・エリスM・サンギーエンB・ロバート · ソンD・キャッシュJ・パガンJ・ヘルナンデスW・スタージェルG・クラインズR・クレメンテ | 2                        | 中                       | M・レッテンマンド        | 右                       | D・マクナリーE・ヘンドリックスB・パウエルD・ジョンソンB・ロビンソンM・ベランガーD・ビュフォードM・レッテンマンドF・ロビンソン |
| 3                        | 右                       | R・クレメンテ            | 右                       | D・エリスM・サンギーエンB・ロバート · ソンD・キャッシュJ・パガンJ・ヘルナンデスW・スタージェルG・クラインズR・クレメンテ | 3                        | 一                       | B・パウエル              | 左                       | D・マクナリーE・ヘンドリックスB・パウエルD・ジョンソンB・ロビンソンM・ベランガーD・ビュフォードM・レッテンマンドF・ロビンソン |
| 4                        | 左                       | W・スタージェル          | 左                       | D・エリスM・サンギーエンB・ロバート · ソンD・キャッシュJ・パガンJ・ヘルナンデスW・スタージェルG・クラインズR・クレメンテ | 4                        | 右                       | F・ロビンソン            | 右                       | D・マクナリーE・ヘンドリックスB・パウエルD・ジョンソンB・ロビンソンM・ベランガーD・ビュフォードM・レッテンマンドF・ロビンソン |
| 5                        | 一                       | B・ロバートソン          | 右                       | D・エリスM・サンギーエンB・ロバート · ソンD・キャッシュJ・パガンJ・ヘルナンデスW・スタージェルG・クラインズR・クレメンテ | 5                        | 捕                       | E・ヘンドリックス        | 左                       | D・マクナリーE・ヘンドリックスB・パウエルD・ジョンソンB・ロビンソンM・ベランガーD・ビュフォードM・レッテンマンドF・ロビンソン |
| 6                        | 捕                       | M・サンギーエン          | 右                       | D・エリスM・サンギーエンB・ロバート · ソンD・キャッシュJ・パガンJ・ヘルナンデスW・スタージェルG・クラインズR・クレメンテ | 6                        | 三                       | B・ロビンソン            | 右                       | D・マクナリーE・ヘンドリックスB・パウエルD・ジョンソンB・ロビンソンM・ベランガーD・ビュフォードM・レッテンマンドF・ロビンソン |
| 7                        | 三                       | J・パガン                | 右                       | D・エリスM・サンギーエンB・ロバート · ソンD・キャッシュJ・パガンJ・ヘルナンデスW・スタージェルG・クラインズR・クレメンテ | 7                        | 二                       | D・ジョンソン            | 右                       | D・マクナリーE・ヘンドリックスB・パウエルD・ジョンソンB・ロビンソンM・ベランガーD・ビュフォードM・レッテンマンドF・ロビンソン |
| 8                        | 遊                       | J・ヘルナンデス          | 右                       | D・エリスM・サンギーエンB・ロバート · ソンD・キャッシュJ・パガンJ・ヘルナンデスW・スタージェルG・クラインズR・クレメンテ | 8                        | 遊                       | M・ベランガー            | 右                       | D・マクナリーE・ヘンドリックスB・パウエルD・ジョンソンB・ロビンソンM・ベランガーD・ビュフォードM・レッテンマンドF・ロビンソン |
| 9                        | 投                       | D・エリス                | 両                       | D・エリスM・サンギーエンB・ロバート · ソンD・キャッシュJ・パガンJ・ヘルナンデスW・スタージェルG・クラインズR・クレメンテ | 9                        | 投                       | D・マクナリー            | 右                       | D・マクナリーE・ヘンドリックスB・パウエルD・ジョンソンB・ロビンソンM・ベランガーD・ビュフォードM・レッテンマンドF・ロビンソン |
| 先発投手                 | 先発投手                 | 先発投手                 | 投球                     | D・エリスM・サンギーエンB・ロバート · ソンD・キャッシュJ・パガンJ・ヘルナンデスW・スタージェルG・クラインズR・クレメンテ | 先発投手                 | 先発投手                 | 先発投手                 | 投球                     | D・マクナリーE・ヘンドリックスB・パウエルD・ジョンソンB・ロビンソンM・ベランガーD・ビュフォードM・レッテンマンドF・ロビンソン |
| D・エリス                | D・エリス                | D・エリス                | 右                       | D・エリスM・サンギーエンB・ロバート · ソンD・キャッシュJ・パガンJ・ヘルナンデスW・スタージェルG・クラインズR・クレメンテ | D・マクナリー            | D・マクナリー            | D・マクナリー            | 左                       | D・マクナリーE・ヘンドリックスB・パウエルD・ジョンソンB・ロビンソンM・ベランガーD・ビュフォードM・レッテンマンドF・ロビンソン |

### 第2戦 10月11日
- メモリアル・スタジアム（メリーランド州ボルチモア）

|                          | 1 | 2 | 3 | 4 | 5 | 6 | 7 | 8 | 9 | R  | H  | E |
| ------------------------ | - | - | - | - | - | - | - | - | - | -- | -- | - |
| ピッツバーグ・パイレーツ | 0 | 0 | 0 | 0 | 0 | 0 | 0 | 3 | 0 | 3  | 8  | 1 |
| ボルチモア・オリオールズ | 0 | 1 | 0 | 3 | 6 | 1 | 0 | 0 | X | 11 | 14 | 1 |

1. 勝利：ジム・パーマー（1勝）
2. セーブ：ディック・ホール（1S）
3. 敗戦：ボブ・ジョンソン（1敗）
4. 本塁打
PIT：リッチー・ヘブナー1号3ラン
5. 審判
［球審］エド・スドル（NL）
［塁審］一塁: ジョン・ライス（AL）、二塁: エド・バーゴ（NL）、三塁: ジム・オドム（AL）
［外審］左翼: ジョン・キブラー（NL）、右翼: ネスター・チャイラク（AL）
6. 昼間試合  試合時間: 2時間55分  観客: 5万3239人
詳細: Baseball-Reference.com

| ピッツバーグ・パイレーツ | ピッツバーグ・パイレーツ | ピッツバーグ・パイレーツ | ピッツバーグ・パイレーツ | ピッツバーグ・パイレーツ | ボルチモア・オリオールズ | ボルチモア・オリオールズ | ボルチモア・オリオールズ | ボルチモア・オリオールズ | ボルチモア・オリオールズ |
| ------------------------ | ------------------------ | ------------------------ | ------------------------ | --- | ------------------------ | ------------------------ | ------------------------ | ------------------------ | --- |
| 打順                     | 守備                     | 選手                     | 打席                     | B・ジョンソンM・サンギーエンB・ロバート · ソンD・キャッシュR・ヘブナーJ・ヘルナンデスW・スタージェルA・オリバーR・クレメンテ | 打順                     | 守備                     | 選手                     | 打席                     | J・パーマーE・ヘンドリックスB・パウエルD・ジョンソンB・ロビンソンM・ベランガーD・ビュフォードM・レッテンマンドF・ロビンソン |
| 1                        | 二                       | D・キャッシュ            | 右                       | B・ジョンソンM・サンギーエンB・ロバート · ソンD・キャッシュR・ヘブナーJ・ヘルナンデスW・スタージェルA・オリバーR・クレメンテ | 1                        | 左                       | D・ビュフォード          | 両                       | J・パーマーE・ヘンドリックスB・パウエルD・ジョンソンB・ロビンソンM・ベランガーD・ビュフォードM・レッテンマンドF・ロビンソン |
| 2                        | 三                       | R・ヘブナー              | 左                       | B・ジョンソンM・サンギーエンB・ロバート · ソンD・キャッシュR・ヘブナーJ・ヘルナンデスW・スタージェルA・オリバーR・クレメンテ | 2                        | 中                       | M・レッテンマンド        | 右                       | J・パーマーE・ヘンドリックスB・パウエルD・ジョンソンB・ロビンソンM・ベランガーD・ビュフォードM・レッテンマンドF・ロビンソン |
| 3                        | 右                       | R・クレメンテ            | 右                       | B・ジョンソンM・サンギーエンB・ロバート · ソンD・キャッシュR・ヘブナーJ・ヘルナンデスW・スタージェルA・オリバーR・クレメンテ | 3                        | 一                       | B・パウエル              | 左                       | J・パーマーE・ヘンドリックスB・パウエルD・ジョンソンB・ロビンソンM・ベランガーD・ビュフォードM・レッテンマンドF・ロビンソン |
| 4                        | 左                       | W・スタージェル          | 左                       | B・ジョンソンM・サンギーエンB・ロバート · ソンD・キャッシュR・ヘブナーJ・ヘルナンデスW・スタージェルA・オリバーR・クレメンテ | 4                        | 右                       | F・ロビンソン            | 右                       | J・パーマーE・ヘンドリックスB・パウエルD・ジョンソンB・ロビンソンM・ベランガーD・ビュフォードM・レッテンマンドF・ロビンソン |
| 5                        | 中                       | A・オリバー              | 左                       | B・ジョンソンM・サンギーエンB・ロバート · ソンD・キャッシュR・ヘブナーJ・ヘルナンデスW・スタージェルA・オリバーR・クレメンテ | 5                        | 捕                       | E・ヘンドリックス        | 左                       | J・パーマーE・ヘンドリックスB・パウエルD・ジョンソンB・ロビンソンM・ベランガーD・ビュフォードM・レッテンマンドF・ロビンソン |
| 6                        | 一                       | B・ロバートソン          | 右                       | B・ジョンソンM・サンギーエンB・ロバート · ソンD・キャッシュR・ヘブナーJ・ヘルナンデスW・スタージェルA・オリバーR・クレメンテ | 6                        | 三                       | B・ロビンソン            | 右                       | J・パーマーE・ヘンドリックスB・パウエルD・ジョンソンB・ロビンソンM・ベランガーD・ビュフォードM・レッテンマンドF・ロビンソン |
| 7                        | 捕                       | M・サンギーエン          | 右                       | B・ジョンソンM・サンギーエンB・ロバート · ソンD・キャッシュR・ヘブナーJ・ヘルナンデスW・スタージェルA・オリバーR・クレメンテ | 7                        | 二                       | D・ジョンソン            | 右                       | J・パーマーE・ヘンドリックスB・パウエルD・ジョンソンB・ロビンソンM・ベランガーD・ビュフォードM・レッテンマンドF・ロビンソン |
| 8                        | 遊                       | J・ヘルナンデス          | 右                       | B・ジョンソンM・サンギーエンB・ロバート · ソンD・キャッシュR・ヘブナーJ・ヘルナンデスW・スタージェルA・オリバーR・クレメンテ | 8                        | 遊                       | M・ベランガー            | 右                       | J・パーマーE・ヘンドリックスB・パウエルD・ジョンソンB・ロビンソンM・ベランガーD・ビュフォードM・レッテンマンドF・ロビンソン |
| 9                        | 投                       | B・ジョンソン            | 左                       | B・ジョンソンM・サンギーエンB・ロバート · ソンD・キャッシュR・ヘブナーJ・ヘルナンデスW・スタージェルA・オリバーR・クレメンテ | 9                        | 投                       | J・パーマー              | 右                       | J・パーマーE・ヘンドリックスB・パウエルD・ジョンソンB・ロビンソンM・ベランガーD・ビュフォードM・レッテンマンドF・ロビンソン |
| 先発投手                 | 先発投手                 | 先発投手                 | 投球                     | B・ジョンソンM・サンギーエンB・ロバート · ソンD・キャッシュR・ヘブナーJ・ヘルナンデスW・スタージェルA・オリバーR・クレメンテ | 先発投手                 | 先発投手                 | 先発投手                 | 投球                     | J・パーマーE・ヘンドリックスB・パウエルD・ジョンソンB・ロビンソンM・ベランガーD・ビュフォードM・レッテンマンドF・ロビンソン |
| B・ジョンソン            | B・ジョンソン            | B・ジョンソン            | 右                       | B・ジョンソンM・サンギーエンB・ロバート · ソンD・キャッシュR・ヘブナーJ・ヘルナンデスW・スタージェルA・オリバーR・クレメンテ | J・パーマー              | J・パーマー              | J・パーマー              | 右                       | J・パーマーE・ヘンドリックスB・パウエルD・ジョンソンB・ロビンソンM・ベランガーD・ビュフォードM・レッテンマンドF・ロビンソン |

### 第3戦 10月12日
- スリー・リバース・スタジアム（ペンシルベニア州ピッツバーグ）

|                          | 1 | 2 | 3 | 4 | 5 | 6 | 7 | 8 | 9 | R | H | E |
| ------------------------ | - | - | - | - | - | - | - | - | - | - | - | - |
| ボルチモア・オリオールズ | 0 | 0 | 0 | 0 | 0 | 0 | 1 | 0 | 0 | 1 | 3 | 3 |
| ピッツバーグ・パイレーツ | 1 | 0 | 0 | 0 | 0 | 1 | 3 | 0 | X | 5 | 7 | 0 |

1. 勝利：スティーブ・ブラス（1勝）
2. 敗戦：マイク・クェイヤー（1敗）
3. 本塁打
BAL：フランク・ロビンソン2号ソロ
PIT：ボブ・ロバートソン1号3ラン
4. 審判
［球審］ジョン・ライス（AL）
［塁審］一塁: エド・バーゴ（NL）、二塁: ジム・オドム（AL）、三塁: ジョン・キブラー（NL）
［外審］左翼: ネスター・チャイラク（AL）、右翼: エド・スドル（NL）
5. 昼間試合  試合時間: 2時間20分  観客: 5万403人
詳細: Baseball-Reference.com

| ボルチモア・オリオールズ | ボルチモア・オリオールズ | ボルチモア・オリオールズ | ボルチモア・オリオールズ | ボルチモア・オリオールズ | ピッツバーグ・パイレーツ | ピッツバーグ・パイレーツ | ピッツバーグ・パイレーツ | ピッツバーグ・パイレーツ | ピッツバーグ・パイレーツ                                                                                         |
| ------------------------ | ------------------------ | ------------------------ | ------------------------ | --- | ------------------------ | ------------------------ | ------------------------ | ------------------------ | --- |
| 打順                     | 守備                     | 選手                     | 打席                     | M・クェイヤーE・ヘンドリックスB・パウエルD・ジョンソンB・ロビンソンM・ベランガーD・ビュフォードM・レッテンマンドF・ロビンソン | 打順                     | 守備                     | 選手                     | 打席                     | S・ブラスM・サンギーエンB・ロバート · ソンD・キャッシュJ・パガンG・アレーW・スタージェルA・オリバーR・クレメンテ |
| 1                        | 左                       | D・ビュフォード          | 両                       | M・クェイヤーE・ヘンドリックスB・パウエルD・ジョンソンB・ロビンソンM・ベランガーD・ビュフォードM・レッテンマンドF・ロビンソン | 1                        | 二                       | D・キャッシュ            | 右                       | S・ブラスM・サンギーエンB・ロバート · ソンD・キャッシュJ・パガンG・アレーW・スタージェルA・オリバーR・クレメンテ |
| 2                        | 中                       | M・レッテンマンド        | 右                       | M・クェイヤーE・ヘンドリックスB・パウエルD・ジョンソンB・ロビンソンM・ベランガーD・ビュフォードM・レッテンマンドF・ロビンソン | 2                        | 中                       | A・オリバー              | 左                       | S・ブラスM・サンギーエンB・ロバート · ソンD・キャッシュJ・パガンG・アレーW・スタージェルA・オリバーR・クレメンテ |
| 3                        | 一                       | B・パウエル              | 左                       | M・クェイヤーE・ヘンドリックスB・パウエルD・ジョンソンB・ロビンソンM・ベランガーD・ビュフォードM・レッテンマンドF・ロビンソン | 3                        | 右                       | R・クレメンテ            | 右                       | S・ブラスM・サンギーエンB・ロバート · ソンD・キャッシュJ・パガンG・アレーW・スタージェルA・オリバーR・クレメンテ |
| 4                        | 右                       | F・ロビンソン            | 右                       | M・クェイヤーE・ヘンドリックスB・パウエルD・ジョンソンB・ロビンソンM・ベランガーD・ビュフォードM・レッテンマンドF・ロビンソン | 4                        | 左                       | W・スタージェル          | 左                       | S・ブラスM・サンギーエンB・ロバート · ソンD・キャッシュJ・パガンG・アレーW・スタージェルA・オリバーR・クレメンテ |
| 5                        | 捕                       | E・ヘンドリックス        | 左                       | M・クェイヤーE・ヘンドリックスB・パウエルD・ジョンソンB・ロビンソンM・ベランガーD・ビュフォードM・レッテンマンドF・ロビンソン | 5                        | 一                       | B・ロバートソン          | 右                       | S・ブラスM・サンギーエンB・ロバート · ソンD・キャッシュJ・パガンG・アレーW・スタージェルA・オリバーR・クレメンテ |
| 6                        | 三                       | B・ロビンソン            | 右                       | M・クェイヤーE・ヘンドリックスB・パウエルD・ジョンソンB・ロビンソンM・ベランガーD・ビュフォードM・レッテンマンドF・ロビンソン | 6                        | 捕                       | M・サンギーエン          | 右                       | S・ブラスM・サンギーエンB・ロバート · ソンD・キャッシュJ・パガンG・アレーW・スタージェルA・オリバーR・クレメンテ |
| 7                        | 二                       | D・ジョンソン            | 右                       | M・クェイヤーE・ヘンドリックスB・パウエルD・ジョンソンB・ロビンソンM・ベランガーD・ビュフォードM・レッテンマンドF・ロビンソン | 7                        | 三                       | J・パガン                | 右                       | S・ブラスM・サンギーエンB・ロバート · ソンD・キャッシュJ・パガンG・アレーW・スタージェルA・オリバーR・クレメンテ |
| 8                        | 遊                       | M・ベランガー            | 右                       | M・クェイヤーE・ヘンドリックスB・パウエルD・ジョンソンB・ロビンソンM・ベランガーD・ビュフォードM・レッテンマンドF・ロビンソン | 8                        | 遊                       | G・アレー                | 右                       | S・ブラスM・サンギーエンB・ロバート · ソンD・キャッシュJ・パガンG・アレーW・スタージェルA・オリバーR・クレメンテ |
| 9                        | 投                       | M・クェイヤー            | 左                       | M・クェイヤーE・ヘンドリックスB・パウエルD・ジョンソンB・ロビンソンM・ベランガーD・ビュフォードM・レッテンマンドF・ロビンソン | 9                        | 投                       | S・ブラス                | 右                       | S・ブラスM・サンギーエンB・ロバート · ソンD・キャッシュJ・パガンG・アレーW・スタージェルA・オリバーR・クレメンテ |
| 先発投手                 | 先発投手                 | 先発投手                 | 投球                     | M・クェイヤーE・ヘンドリックスB・パウエルD・ジョンソンB・ロビンソンM・ベランガーD・ビュフォードM・レッテンマンドF・ロビンソン | 先発投手                 | 先発投手                 | 先発投手                 | 投球                     | S・ブラスM・サンギーエンB・ロバート · ソンD・キャッシュJ・パガンG・アレーW・スタージェルA・オリバーR・クレメンテ |
| M・クェイヤー            | M・クェイヤー            | M・クェイヤー            | 左                       | M・クェイヤーE・ヘンドリックスB・パウエルD・ジョンソンB・ロビンソンM・ベランガーD・ビュフォードM・レッテンマンドF・ロビンソン | S・ブラス                | S・ブラス                | S・ブラス                | 右                       | S・ブラスM・サンギーエンB・ロバート · ソンD・キャッシュJ・パガンG・アレーW・スタージェルA・オリバーR・クレメンテ |

### 第4戦 10月13日
- スリー・リバース・スタジアム（ペンシルベニア州ピッツバーグ）

|                          | 1 | 2 | 3 | 4 | 5 | 6 | 7 | 8 | 9 | R | H  | E |
| ------------------------ | - | - | - | - | - | - | - | - | - | - | -- | - |
| ボルチモア・オリオールズ | 3 | 0 | 0 | 0 | 0 | 0 | 0 | 0 | 0 | 3 | 4  | 1 |
| ピッツバーグ・パイレーツ | 2 | 0 | 1 | 0 | 0 | 0 | 1 | 0 | X | 4 | 14 | 0 |

1. 勝利：ブルース・キーソン（1勝）
2. セーブ：デーブ・ジュスティ（1S）
3. 敗戦：エディ・ワット（1敗）
4. 審判
［球審］エド・バーゴ（NL）
［塁審］一塁: ジム・オドム（AL）、二塁: ジョン・キブラー（NL）、三塁: ネスター・チャイラク（AL）
［外審］左翼: エド・スドル（NL）、右翼: ジョン・ライス（AL）
5. 夜間試合  試合時間: 2時間20分  観客: 5万1378人
詳細: Baseball-Reference.com

| ボルチモア・オリオールズ | ボルチモア・オリオールズ | ボルチモア・オリオールズ | ボルチモア・オリオールズ | ボルチモア・オリオールズ                                                                                                 | ピッツバーグ・パイレーツ | ピッツバーグ・パイレーツ | ピッツバーグ・パイレーツ | ピッツバーグ・パイレーツ | ピッツバーグ・パイレーツ |
| ------------------------ | ------------------------ | ------------------------ | ------------------------ | --- | ------------------------ | ------------------------ | ------------------------ | ------------------------ | --- |
| 打順                     | 守備                     | 選手                     | 打席                     | P・ドブソンA・エチェバレンB・パウエルD・ジョンソンB・ロビンソンM・ベランガーM・レッテン · マンドP・ブレアーF・ロビンソン | 打順                     | 守備                     | 選手                     | 打席                     | L・ウォーカーM・サンギーエンB・ロバート · ソンD・キャッシュR・ヘブナーJ・ヘルナンデスW・スタージェルA・オリバーR・クレメンテ |
| 1                        | 中                       | P・ブレアー              | 右                       | P・ドブソンA・エチェバレンB・パウエルD・ジョンソンB・ロビンソンM・ベランガーM・レッテン · マンドP・ブレアーF・ロビンソン | 1                        | 二                       | D・キャッシュ            | 右                       | L・ウォーカーM・サンギーエンB・ロバート · ソンD・キャッシュR・ヘブナーJ・ヘルナンデスW・スタージェルA・オリバーR・クレメンテ |
| 2                        | 遊                       | M・ベランガー            | 右                       | P・ドブソンA・エチェバレンB・パウエルD・ジョンソンB・ロビンソンM・ベランガーM・レッテン · マンドP・ブレアーF・ロビンソン | 2                        | 三                       | R・ヘブナー              | 左                       | L・ウォーカーM・サンギーエンB・ロバート · ソンD・キャッシュR・ヘブナーJ・ヘルナンデスW・スタージェルA・オリバーR・クレメンテ |
| 3                        | 左                       | M・レッテンマンド        | 右                       | P・ドブソンA・エチェバレンB・パウエルD・ジョンソンB・ロビンソンM・ベランガーM・レッテン · マンドP・ブレアーF・ロビンソン | 3                        | 右                       | R・クレメンテ            | 右                       | L・ウォーカーM・サンギーエンB・ロバート · ソンD・キャッシュR・ヘブナーJ・ヘルナンデスW・スタージェルA・オリバーR・クレメンテ |
| 4                        | 右                       | F・ロビンソン            | 右                       | P・ドブソンA・エチェバレンB・パウエルD・ジョンソンB・ロビンソンM・ベランガーM・レッテン · マンドP・ブレアーF・ロビンソン | 4                        | 左                       | W・スタージェル          | 左                       | L・ウォーカーM・サンギーエンB・ロバート · ソンD・キャッシュR・ヘブナーJ・ヘルナンデスW・スタージェルA・オリバーR・クレメンテ |
| 5                        | 三                       | B・ロビンソン            | 右                       | P・ドブソンA・エチェバレンB・パウエルD・ジョンソンB・ロビンソンM・ベランガーM・レッテン · マンドP・ブレアーF・ロビンソン | 5                        | 中                       | A・オリバー              | 左                       | L・ウォーカーM・サンギーエンB・ロバート · ソンD・キャッシュR・ヘブナーJ・ヘルナンデスW・スタージェルA・オリバーR・クレメンテ |
| 6                        | 一                       | B・パウエル              | 左                       | P・ドブソンA・エチェバレンB・パウエルD・ジョンソンB・ロビンソンM・ベランガーM・レッテン · マンドP・ブレアーF・ロビンソン | 6                        | 一                       | B・ロバートソン          | 右                       | L・ウォーカーM・サンギーエンB・ロバート · ソンD・キャッシュR・ヘブナーJ・ヘルナンデスW・スタージェルA・オリバーR・クレメンテ |
| 7                        | 二                       | D・ジョンソン            | 右                       | P・ドブソンA・エチェバレンB・パウエルD・ジョンソンB・ロビンソンM・ベランガーM・レッテン · マンドP・ブレアーF・ロビンソン | 7                        | 捕                       | M・サンギーエン          | 右                       | L・ウォーカーM・サンギーエンB・ロバート · ソンD・キャッシュR・ヘブナーJ・ヘルナンデスW・スタージェルA・オリバーR・クレメンテ |
| 8                        | 捕                       | A・エチェバレン          | 右                       | P・ドブソンA・エチェバレンB・パウエルD・ジョンソンB・ロビンソンM・ベランガーM・レッテン · マンドP・ブレアーF・ロビンソン | 8                        | 遊                       | J・ヘルナンデス          | 右                       | L・ウォーカーM・サンギーエンB・ロバート · ソンD・キャッシュR・ヘブナーJ・ヘルナンデスW・スタージェルA・オリバーR・クレメンテ |
| 9                        | 投                       | P・ドブソン              | 右                       | P・ドブソンA・エチェバレンB・パウエルD・ジョンソンB・ロビンソンM・ベランガーM・レッテン · マンドP・ブレアーF・ロビンソン | 9                        | 投                       | L・ウォーカー            | 左                       | L・ウォーカーM・サンギーエンB・ロバート · ソンD・キャッシュR・ヘブナーJ・ヘルナンデスW・スタージェルA・オリバーR・クレメンテ |
| 先発投手                 | 先発投手                 | 先発投手                 | 投球                     | P・ドブソンA・エチェバレンB・パウエルD・ジョンソンB・ロビンソンM・ベランガーM・レッテン · マンドP・ブレアーF・ロビンソン | 先発投手                 | 先発投手                 | 先発投手                 | 投球                     | L・ウォーカーM・サンギーエンB・ロバート · ソンD・キャッシュR・ヘブナーJ・ヘルナンデスW・スタージェルA・オリバーR・クレメンテ |
| P・ドブソン              | P・ドブソン              | P・ドブソン              | 右                       | P・ドブソンA・エチェバレンB・パウエルD・ジョンソンB・ロビンソンM・ベランガーM・レッテン · マンドP・ブレアーF・ロビンソン | L・ウォーカー            | L・ウォーカー            | L・ウォーカー            | 左                       | L・ウォーカーM・サンギーエンB・ロバート · ソンD・キャッシュR・ヘブナーJ・ヘルナンデスW・スタージェルA・オリバーR・クレメンテ |

### 第5戦 10月14日
- スリー・リバース・スタジアム（ペンシルベニア州ピッツバーグ）

|                          | 1 | 2 | 3 | 4 | 5 | 6 | 7 | 8 | 9 | R | H | E |
| ------------------------ | - | - | - | - | - | - | - | - | - | - | - | - |
| ボルチモア・オリオールズ | 0 | 0 | 0 | 0 | 0 | 0 | 0 | 0 | 0 | 0 | 2 | 1 |
| ピッツバーグ・パイレーツ | 0 | 2 | 1 | 0 | 1 | 0 | 0 | 0 | X | 4 | 9 | 0 |

1. 勝利：ネルソン・ブライルズ（1勝）
2. 敗戦：デーブ・マクナリー（1勝1敗）
3. 本塁打
PIT：ボブ・ロバートソン2号ソロ
4. 審判
［球審］ジム・オドム（AL）
［塁審］一塁: ジョン・キブラー（NL）、二塁: ネスター・チャイラク（AL）、三塁: エド・スドル（NL）
［外審］左翼: ジョン・ライス（AL）、右翼: エド・バーゴ（NL）
5. 昼間試合  試合時間: 2時間16分  観客: 5万1377人
詳細: Baseball-Reference.com

| ボルチモア・オリオールズ | ボルチモア・オリオールズ | ボルチモア・オリオールズ | ボルチモア・オリオールズ | ボルチモア・オリオールズ                                                                                                | ピッツバーグ・パイレーツ | ピッツバーグ・パイレーツ | ピッツバーグ・パイレーツ | ピッツバーグ・パイレーツ | ピッツバーグ・パイレーツ |
| ------------------------ | ------------------------ | ------------------------ | ------------------------ | --- | ------------------------ | ------------------------ | ------------------------ | ------------------------ | --- |
| 打順                     | 守備                     | 選手                     | 打席                     | D・マクナリーE・ヘンドリックスB・パウエルD・ジョンソンB・ロビンソンM・ベランガーD・ビュフォードP・ブレアーF・ロビンソン | 打順                     | 守備                     | 選手                     | 打席                     | N・ブライルズM・サンギーエンB・ロバート · ソンD・キャッシュJ・パガンJ・ヘルナンデスW・スタージェルG・クラインズR・クレメンテ |
| 1                        | 左                       | D・ビュフォード          | 両                       | D・マクナリーE・ヘンドリックスB・パウエルD・ジョンソンB・ロビンソンM・ベランガーD・ビュフォードP・ブレアーF・ロビンソン | 1                        | 二                       | D・キャッシュ            | 右                       | N・ブライルズM・サンギーエンB・ロバート · ソンD・キャッシュJ・パガンJ・ヘルナンデスW・スタージェルG・クラインズR・クレメンテ |
| 2                        | 中                       | P・ブレアー              | 右                       | D・マクナリーE・ヘンドリックスB・パウエルD・ジョンソンB・ロビンソンM・ベランガーD・ビュフォードP・ブレアーF・ロビンソン | 2                        | 中                       | G・クラインズ            | 右                       | N・ブライルズM・サンギーエンB・ロバート · ソンD・キャッシュJ・パガンJ・ヘルナンデスW・スタージェルG・クラインズR・クレメンテ |
| 3                        | 一                       | B・パウエル              | 左                       | D・マクナリーE・ヘンドリックスB・パウエルD・ジョンソンB・ロビンソンM・ベランガーD・ビュフォードP・ブレアーF・ロビンソン | 3                        | 右                       | R・クレメンテ            | 右                       | N・ブライルズM・サンギーエンB・ロバート · ソンD・キャッシュJ・パガンJ・ヘルナンデスW・スタージェルG・クラインズR・クレメンテ |
| 4                        | 右                       | F・ロビンソン            | 右                       | D・マクナリーE・ヘンドリックスB・パウエルD・ジョンソンB・ロビンソンM・ベランガーD・ビュフォードP・ブレアーF・ロビンソン | 4                        | 左                       | W・スタージェル          | 左                       | N・ブライルズM・サンギーエンB・ロバート · ソンD・キャッシュJ・パガンJ・ヘルナンデスW・スタージェルG・クラインズR・クレメンテ |
| 5                        | 捕                       | E・ヘンドリックス        | 左                       | D・マクナリーE・ヘンドリックスB・パウエルD・ジョンソンB・ロビンソンM・ベランガーD・ビュフォードP・ブレアーF・ロビンソン | 5                        | 一                       | B・ロバートソン          | 右                       | N・ブライルズM・サンギーエンB・ロバート · ソンD・キャッシュJ・パガンJ・ヘルナンデスW・スタージェルG・クラインズR・クレメンテ |
| 6                        | 三                       | B・ロビンソン            | 右                       | D・マクナリーE・ヘンドリックスB・パウエルD・ジョンソンB・ロビンソンM・ベランガーD・ビュフォードP・ブレアーF・ロビンソン | 6                        | 捕                       | M・サンギーエン          | 右                       | N・ブライルズM・サンギーエンB・ロバート · ソンD・キャッシュJ・パガンJ・ヘルナンデスW・スタージェルG・クラインズR・クレメンテ |
| 7                        | 二                       | D・ジョンソン            | 右                       | D・マクナリーE・ヘンドリックスB・パウエルD・ジョンソンB・ロビンソンM・ベランガーD・ビュフォードP・ブレアーF・ロビンソン | 7                        | 三                       | J・パガン                | 右                       | N・ブライルズM・サンギーエンB・ロバート · ソンD・キャッシュJ・パガンJ・ヘルナンデスW・スタージェルG・クラインズR・クレメンテ |
| 8                        | 遊                       | M・ベランガー            | 右                       | D・マクナリーE・ヘンドリックスB・パウエルD・ジョンソンB・ロビンソンM・ベランガーD・ビュフォードP・ブレアーF・ロビンソン | 8                        | 遊                       | J・ヘルナンデス          | 右                       | N・ブライルズM・サンギーエンB・ロバート · ソンD・キャッシュJ・パガンJ・ヘルナンデスW・スタージェルG・クラインズR・クレメンテ |
| 9                        | 投                       | D・マクナリー            | 右                       | D・マクナリーE・ヘンドリックスB・パウエルD・ジョンソンB・ロビンソンM・ベランガーD・ビュフォードP・ブレアーF・ロビンソン | 9                        | 投                       | N・ブライルズ            | 右                       | N・ブライルズM・サンギーエンB・ロバート · ソンD・キャッシュJ・パガンJ・ヘルナンデスW・スタージェルG・クラインズR・クレメンテ |
| 先発投手                 | 先発投手                 | 先発投手                 | 投球                     | D・マクナリーE・ヘンドリックスB・パウエルD・ジョンソンB・ロビンソンM・ベランガーD・ビュフォードP・ブレアーF・ロビンソン | 先発投手                 | 先発投手                 | 先発投手                 | 投球                     | N・ブライルズM・サンギーエンB・ロバート · ソンD・キャッシュJ・パガンJ・ヘルナンデスW・スタージェルG・クラインズR・クレメンテ |
| D・マクナリー            | D・マクナリー            | D・マクナリー            | 左                       | D・マクナリーE・ヘンドリックスB・パウエルD・ジョンソンB・ロビンソンM・ベランガーD・ビュフォードP・ブレアーF・ロビンソン | N・ブライルズ            | N・ブライルズ            | N・ブライルズ            | 右                       | N・ブライルズM・サンギーエンB・ロバート · ソンD・キャッシュJ・パガンJ・ヘルナンデスW・スタージェルG・クラインズR・クレメンテ |

### 第6戦 10月16日
- メモリアル・スタジアム（メリーランド州ボルチモア）

|                          | 1 | 2 | 3 | 4 | 5 | 6 | 7 | 8 | 9 | 10 | R | H | E |
| ------------------------ | - | - | - | - | - | - | - | - | - | -- | - | - | - |
| ピッツバーグ・パイレーツ | 0 | 1 | 1 | 0 | 0 | 0 | 0 | 0 | 0 | 0  | 2 | 9 | 1 |
| ボルチモア・オリオールズ | 0 | 0 | 0 | 0 | 0 | 1 | 1 | 0 | 0 | 1x | 3 | 8 | 0 |

1. 勝利：デーブ・マクナリー（2勝1敗）
2. 敗戦：ボブ・ミラー（1敗）
3. 本塁打
PIT：ロベルト・クレメンテ1号ソロ
BAL：ドン・ビュフォード2号ソロ
4. 審判
［球審］ジョン・キブラー（NL）
［塁審］一塁: ネスター・チャイラク（AL）、二塁: エド・スドル（NL）、三塁: ジョン・ライス（AL）
［外審］左翼: エド・バーゴ（NL）、右翼: ジム・オドム（AL）
5. 昼間試合  試合時間: 2時間59分  観客: 4万4174人
詳細: Baseball-Reference.com

| ピッツバーグ・パイレーツ | ピッツバーグ・パイレーツ | ピッツバーグ・パイレーツ | ピッツバーグ・パイレーツ | ピッツバーグ・パイレーツ                                                                                                 | ボルチモア・オリオールズ | ボルチモア・オリオールズ | ボルチモア・オリオールズ | ボルチモア・オリオールズ | ボルチモア・オリオールズ |
| ------------------------ | ------------------------ | ------------------------ | ------------------------ | --- | ------------------------ | ------------------------ | ------------------------ | ------------------------ | --- |
| 打順                     | 守備                     | 選手                     | 打席                     | B・ムースM・サンギーエンB・ロバート · ソンD・キャッシュR・ヘブナーJ・ヘルナンデスW・スタージェルA・オリバーR・クレメンテ | 打順                     | 守備                     | 選手                     | 打席                     | J・パーマーE・ヘンドリックスB・パウエルD・ジョンソンB・ロビンソンM・ベランガーD・ビュフォードM・レッテンマンドF・ロビンソン |
| 1                        | 二                       | D・キャッシュ            | 右                       | B・ムースM・サンギーエンB・ロバート · ソンD・キャッシュR・ヘブナーJ・ヘルナンデスW・スタージェルA・オリバーR・クレメンテ | 1                        | 左                       | D・ビュフォード          | 両                       | J・パーマーE・ヘンドリックスB・パウエルD・ジョンソンB・ロビンソンM・ベランガーD・ビュフォードM・レッテンマンドF・ロビンソン |
| 2                        | 三                       | R・ヘブナー              | 左                       | B・ムースM・サンギーエンB・ロバート · ソンD・キャッシュR・ヘブナーJ・ヘルナンデスW・スタージェルA・オリバーR・クレメンテ | 2                        | 二                       | D・ジョンソン            | 右                       | J・パーマーE・ヘンドリックスB・パウエルD・ジョンソンB・ロビンソンM・ベランガーD・ビュフォードM・レッテンマンドF・ロビンソン |
| 3                        | 右                       | R・クレメンテ            | 右                       | B・ムースM・サンギーエンB・ロバート · ソンD・キャッシュR・ヘブナーJ・ヘルナンデスW・スタージェルA・オリバーR・クレメンテ | 3                        | 一                       | B・パウエル              | 左                       | J・パーマーE・ヘンドリックスB・パウエルD・ジョンソンB・ロビンソンM・ベランガーD・ビュフォードM・レッテンマンドF・ロビンソン |
| 4                        | 左                       | W・スタージェル          | 左                       | B・ムースM・サンギーエンB・ロバート · ソンD・キャッシュR・ヘブナーJ・ヘルナンデスW・スタージェルA・オリバーR・クレメンテ | 4                        | 右                       | F・ロビンソン            | 右                       | J・パーマーE・ヘンドリックスB・パウエルD・ジョンソンB・ロビンソンM・ベランガーD・ビュフォードM・レッテンマンドF・ロビンソン |
| 5                        | 中                       | A・オリバー              | 左                       | B・ムースM・サンギーエンB・ロバート · ソンD・キャッシュR・ヘブナーJ・ヘルナンデスW・スタージェルA・オリバーR・クレメンテ | 5                        | 中                       | M・レッテンマンド        | 右                       | J・パーマーE・ヘンドリックスB・パウエルD・ジョンソンB・ロビンソンM・ベランガーD・ビュフォードM・レッテンマンドF・ロビンソン |
| 6                        | 一                       | B・ロバートソン          | 右                       | B・ムースM・サンギーエンB・ロバート · ソンD・キャッシュR・ヘブナーJ・ヘルナンデスW・スタージェルA・オリバーR・クレメンテ | 6                        | 三                       | B・ロビンソン            | 右                       | J・パーマーE・ヘンドリックスB・パウエルD・ジョンソンB・ロビンソンM・ベランガーD・ビュフォードM・レッテンマンドF・ロビンソン |
| 7                        | 捕                       | M・サンギーエン          | 右                       | B・ムースM・サンギーエンB・ロバート · ソンD・キャッシュR・ヘブナーJ・ヘルナンデスW・スタージェルA・オリバーR・クレメンテ | 7                        | 捕                       | E・ヘンドリックス        | 左                       | J・パーマーE・ヘンドリックスB・パウエルD・ジョンソンB・ロビンソンM・ベランガーD・ビュフォードM・レッテンマンドF・ロビンソン |
| 8                        | 遊                       | J・ヘルナンデス          | 右                       | B・ムースM・サンギーエンB・ロバート · ソンD・キャッシュR・ヘブナーJ・ヘルナンデスW・スタージェルA・オリバーR・クレメンテ | 8                        | 遊                       | M・ベランガー            | 右                       | J・パーマーE・ヘンドリックスB・パウエルD・ジョンソンB・ロビンソンM・ベランガーD・ビュフォードM・レッテンマンドF・ロビンソン |
| 9                        | 投                       | B・ムース                | 右                       | B・ムースM・サンギーエンB・ロバート · ソンD・キャッシュR・ヘブナーJ・ヘルナンデスW・スタージェルA・オリバーR・クレメンテ | 9                        | 投                       | J・パーマー              | 右                       | J・パーマーE・ヘンドリックスB・パウエルD・ジョンソンB・ロビンソンM・ベランガーD・ビュフォードM・レッテンマンドF・ロビンソン |
| 先発投手                 | 先発投手                 | 先発投手                 | 投球                     | B・ムースM・サンギーエンB・ロバート · ソンD・キャッシュR・ヘブナーJ・ヘルナンデスW・スタージェルA・オリバーR・クレメンテ | 先発投手                 | 先発投手                 | 先発投手                 | 投球                     | J・パーマーE・ヘンドリックスB・パウエルD・ジョンソンB・ロビンソンM・ベランガーD・ビュフォードM・レッテンマンドF・ロビンソン |
| B・ムース                | B・ムース                | B・ムース                | 右                       | B・ムースM・サンギーエンB・ロバート · ソンD・キャッシュR・ヘブナーJ・ヘルナンデスW・スタージェルA・オリバーR・クレメンテ | J・パーマー              | J・パーマー              | J・パーマー              | 右                       | J・パーマーE・ヘンドリックスB・パウエルD・ジョンソンB・ロビンソンM・ベランガーD・ビュフォードM・レッテンマンドF・ロビンソン |

### 第7戦 10月17日
- メモリアル・スタジアム（メリーランド州ボルチモア）

|                          | 1 | 2 | 3 | 4 | 5 | 6 | 7 | 8 | 9 | R | H | E |
| ------------------------ | - | - | - | - | - | - | - | - | - | - | - | - |
| ピッツバーグ・パイレーツ | 0 | 0 | 0 | 1 | 0 | 0 | 0 | 1 | 0 | 2 | 6 | 1 |
| ボルチモア・オリオールズ | 0 | 0 | 0 | 0 | 0 | 0 | 0 | 1 | 0 | 1 | 4 | 0 |

1. 勝利：スティーブ・ブラス（2勝）
2. 敗戦：マイク・クェイヤー（2敗）
3. 本塁打
PIT：ロベルト・クレメンテ2号ソロ
4. 審判
［球審］ネスター・チャイラク（AL）
［塁審］一塁: エド・スドル（NL）、二塁: ジョン・ライス（AL）、三塁: エド・バーゴ（NL）
［外審］左翼: ジム・オドム（AL）、右翼: ジョン・キブラー（NL）
5. 昼間試合  試合時間: 2時間10分  観客: 4万7291人
詳細: Baseball-Reference.com

| ピッツバーグ・パイレーツ | ピッツバーグ・パイレーツ | ピッツバーグ・パイレーツ | ピッツバーグ・パイレーツ | ピッツバーグ・パイレーツ                                                                                                 | ボルチモア・オリオールズ | ボルチモア・オリオールズ | ボルチモア・オリオールズ | ボルチモア・オリオールズ | ボルチモア・オリオールズ |
| ------------------------ | ------------------------ | ------------------------ | ------------------------ | --- | ------------------------ | ------------------------ | ------------------------ | ------------------------ | --- |
| 打順                     | 守備                     | 選手                     | 打席                     | S・ブラスM・サンギーエンB・ロバート · ソンD・キャッシュJ・パガンJ・ヘルナンデスW・スタージェルG・クラインズR・クレメンテ | 打順                     | 守備                     | 選手                     | 打席                     | M・クェイヤーE・ヘンドリックスB・パウエルD・ジョンソンB・ロビンソンM・ベランガーD・ビュフォードM・レッテンマンドF・ロビンソン |
| 1                        | 二                       | D・キャッシュ            | 右                       | S・ブラスM・サンギーエンB・ロバート · ソンD・キャッシュJ・パガンJ・ヘルナンデスW・スタージェルG・クラインズR・クレメンテ | 1                        | 左                       | D・ビュフォード          | 両                       | M・クェイヤーE・ヘンドリックスB・パウエルD・ジョンソンB・ロビンソンM・ベランガーD・ビュフォードM・レッテンマンドF・ロビンソン |
| 2                        | 中                       | G・クラインズ            | 右                       | S・ブラスM・サンギーエンB・ロバート · ソンD・キャッシュJ・パガンJ・ヘルナンデスW・スタージェルG・クラインズR・クレメンテ | 2                        | 二                       | D・ジョンソン            | 右                       | M・クェイヤーE・ヘンドリックスB・パウエルD・ジョンソンB・ロビンソンM・ベランガーD・ビュフォードM・レッテンマンドF・ロビンソン |
| 3                        | 右                       | R・クレメンテ            | 右                       | S・ブラスM・サンギーエンB・ロバート · ソンD・キャッシュJ・パガンJ・ヘルナンデスW・スタージェルG・クラインズR・クレメンテ | 3                        | 一                       | B・パウエル              | 左                       | M・クェイヤーE・ヘンドリックスB・パウエルD・ジョンソンB・ロビンソンM・ベランガーD・ビュフォードM・レッテンマンドF・ロビンソン |
| 4                        | 一                       | B・ロバートソン          | 右                       | S・ブラスM・サンギーエンB・ロバート · ソンD・キャッシュJ・パガンJ・ヘルナンデスW・スタージェルG・クラインズR・クレメンテ | 4                        | 右                       | F・ロビンソン            | 右                       | M・クェイヤーE・ヘンドリックスB・パウエルD・ジョンソンB・ロビンソンM・ベランガーD・ビュフォードM・レッテンマンドF・ロビンソン |
| 5                        | 捕                       | M・サンギーエン          | 右                       | S・ブラスM・サンギーエンB・ロバート · ソンD・キャッシュJ・パガンJ・ヘルナンデスW・スタージェルG・クラインズR・クレメンテ | 5                        | 中                       | M・レッテンマンド        | 右                       | M・クェイヤーE・ヘンドリックスB・パウエルD・ジョンソンB・ロビンソンM・ベランガーD・ビュフォードM・レッテンマンドF・ロビンソン |
| 6                        | 左                       | W・スタージェル          | 左                       | S・ブラスM・サンギーエンB・ロバート · ソンD・キャッシュJ・パガンJ・ヘルナンデスW・スタージェルG・クラインズR・クレメンテ | 6                        | 三                       | B・ロビンソン            | 右                       | M・クェイヤーE・ヘンドリックスB・パウエルD・ジョンソンB・ロビンソンM・ベランガーD・ビュフォードM・レッテンマンドF・ロビンソン |
| 7                        | 三                       | J・パガン                | 右                       | S・ブラスM・サンギーエンB・ロバート · ソンD・キャッシュJ・パガンJ・ヘルナンデスW・スタージェルG・クラインズR・クレメンテ | 7                        | 捕                       | E・ヘンドリックス        | 左                       | M・クェイヤーE・ヘンドリックスB・パウエルD・ジョンソンB・ロビンソンM・ベランガーD・ビュフォードM・レッテンマンドF・ロビンソン |
| 8                        | 遊                       | J・ヘルナンデス          | 右                       | S・ブラスM・サンギーエンB・ロバート · ソンD・キャッシュJ・パガンJ・ヘルナンデスW・スタージェルG・クラインズR・クレメンテ | 8                        | 遊                       | M・ベランガー            | 右                       | M・クェイヤーE・ヘンドリックスB・パウエルD・ジョンソンB・ロビンソンM・ベランガーD・ビュフォードM・レッテンマンドF・ロビンソン |
| 9                        | 投                       | S・ブラス                | 右                       | S・ブラスM・サンギーエンB・ロバート · ソンD・キャッシュJ・パガンJ・ヘルナンデスW・スタージェルG・クラインズR・クレメンテ | 9                        | 投                       | M・クェイヤー            | 左                       | M・クェイヤーE・ヘンドリックスB・パウエルD・ジョンソンB・ロビンソンM・ベランガーD・ビュフォードM・レッテンマンドF・ロビンソン |
| 先発投手                 | 先発投手                 | 先発投手                 | 投球                     | S・ブラスM・サンギーエンB・ロバート · ソンD・キャッシュJ・パガンJ・ヘルナンデスW・スタージェルG・クラインズR・クレメンテ | 先発投手                 | 先発投手                 | 先発投手                 | 投球                     | M・クェイヤーE・ヘンドリックスB・パウエルD・ジョンソンB・ロビンソンM・ベランガーD・ビュフォードM・レッテンマンドF・ロビンソン |
| S・ブラス                | S・ブラス                | S・ブラス                | 右                       | S・ブラスM・サンギーエンB・ロバート · ソンD・キャッシュJ・パガンJ・ヘルナンデスW・スタージェルG・クラインズR・クレメンテ | M・クェイヤー            | M・クェイヤー            | M・クェイヤー            | 左                       | M・クェイヤーE・ヘンドリックスB・パウエルD・ジョンソンB・ロビンソンM・ベランガーD・ビュフォードM・レッテンマンドF・ロビンソン |